# ¿Es empírica la lógica?
¿Es empírica la lógica? es el título de dos artículos demostrativos que tratan sobre la posibilidad de que las propiedades algebraicas de la lógica puedan o deban determinarse a partir de hechos. En particular se cuestiona si los fenómenos cuánticos pueden servir de fundamento para revisar la lógica clásica dado que tales fenómenos permiten una relectura de la comprensión de la misma realidad.
La idea parte de cuanto afirman Garrett Birkhoff y John von Neumann sobre lógica cuántica. En sus obras muestran que los resultados de medidas cuánticas pueden representarse como proposiciones binarias y que estas proposiciones de la mecánica cuántica pueden combinarse en gran medida de la misma manera que las proposiciones de la lógica clásica. Sin embargo, las propiedades algebraicas de esta estructura son diferentes a las de la lógica proposicional clásica en que falla el principio de distributividad.
La idea de que los principios de la lógica puedan ser susceptibles de revisión sobre una base empírica tiene muchos precedentes, incluyendo el trabajo de W.V. Quine y los estudios fundacionales de Hans Reichenbach.

## Antecedentes

### W.V. Quine
En su artículo Two Dogmas of Empiricism ("Los dos dogmas del empirismo"), el filósofo W.V. Quine afirma que todas las creencias están en principio sujetas a revisión frente a los datos empíricos, incluyendo las así llamadas proposiciones analíticas. De modo que las leyes de la lógica, por cuanto son casos paradigmas de proposiciones analíticas, no son inmunes a una revisión.
Para justificar esta afirmación cita las paradojas de la mecánica cuántica: Birkhoff y von Neumann propusieron resolver dichas paradojas abandonando el principio de distributividad, lo cual llevaría a sustituir la lógica clásica por una suerte de lógica cuántica.

### Hans Reichenbach
Reichenbach consideró una de las anomalías asociadas a la mecánica cuántica, el problema de las propiedades complementarias. Se dice que un par de propiedades de un sistema son complementarias si a cada una se le puede asignar un valor de verdad en algún experimento, pero no existe un experimento que le asigne un valor de verdad a ambas propiedades. 
El ejemplo clásico de complementariedad es el Experimento de Young en el cual se puede hacer que un fotón exhiba propiedades de partícula y propiedades de onda, dependiendo de la configuración del experimento que se use para detectar su presencia. Otro ejemplo de propiedades complementarias son las que se dan al realizar una medición precisa de la posición o el momento de una partícula.
Reichenbach enfocó el problema a partir del programa filosófico del positivismo lógico. Como tal, la elección de un lenguaje apropiado no era una cuestión de verdad o falsedad de cierto lenguaje, en este caso el empleado para describir la mecánica cuántica, sino una cuestión de la "ventaja técnica de los sistemas de lenguaje". Su solución fue una lógica de propiedades con una semántica de tres valores; esto es, cada propiedad podía tener tres posibles valores de verdad: verdadero, falso o indeterminado. Las propiedades de un sistema formal semejante están dadas por un conjunto de reglas bastante simples, ciertamente mucho más simple que el "álgebra de proyección" que Birkhoff y von Neumann habían introducido unos años antes.
Sin embargo, debido a su simplicidad, la pretendida semántica de la lógica de tres valores de Reichenbach no es apta para proveer una fundación de la mecánica cuántica que pueda dar cuenta de una propiedad observable.

## Primer artículo: Hilary Putnam

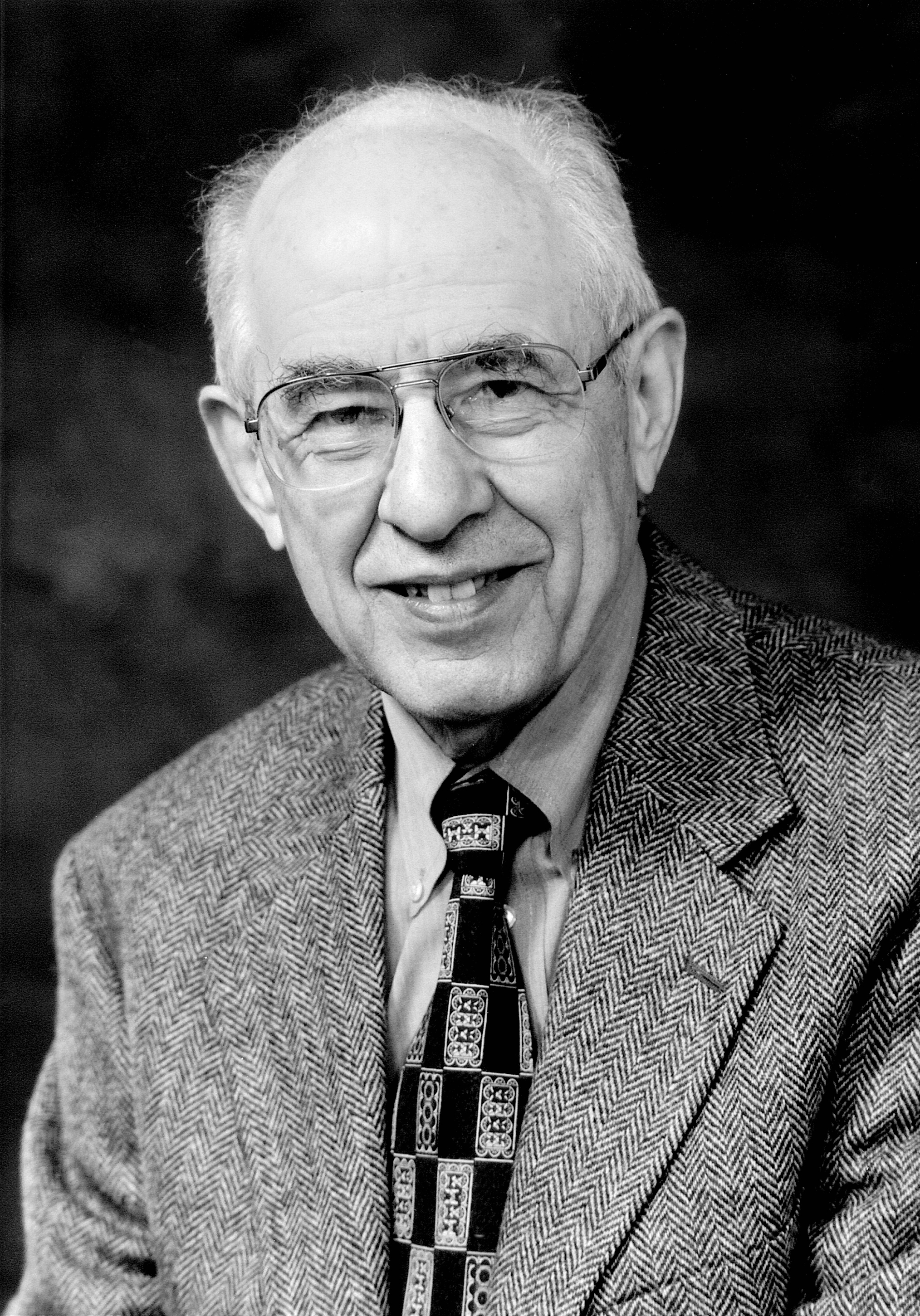
Hilary Putnam, filósofo del lenguaje estadounidense.

En su ensayo "Is Logic Empirical?" Hilary Putnam, cuya tesis de doctorado fue supervisada por Reichenbach, ofrece una continuación matemática de la idea de Quine. En primer lugar elabora una analogía entre las leyes de la lógica y las de la geometría: En algún momento se creyó que los postulados de Euclides eran verdades acerca del espacio físico, pero las teorías físicas modernas están basadas en geometrías no-euclidianas, con una noción de la línea recta diferente y fundamentalmente incompatible.
En particular considera que lo que la física ha aprendido sobre la mecánica cuántica ofrece un argumento poderoso para abandonar ciertos principios familiares de la lógica clásica por la siguiente razón: El realismo acerca del mundo físico -que Putnam sostiene en general- exige que resolvamos las anomalías asociadas con los fenómenos cuánticos. Putnam comprende el realismo acerca de los objetos físicos en el sentido de que propiedades del momentum y la posición existen para los cuantos. El principio de incertidumbre registra una paradoja dado que cualquiera de las dos propiedades puede determinarse, pero no determinar ambas al mismo tiempo. Concibe la cuestión de modo que la única resolución posible de la paradoja reside en aceptar la lógica cuántica, en la cual no ve inconsistencias.

### Lógica cuántica
Las leyes formales de una teoría física están justificadas por un proceso de repetidas observaciones controladas. Esto, desde el punto de vista de un físico constituye el significado de la naturaleza empírica de estas leyes.
La idea de una lógica proposicional con reglas radicalmente diferentes de la lógica booleana no era algo novedoso. De hecho, como ya se ha mencionado anteriormente, Birkhoff y von Neumann lo habían intentado a partir precisamente de la mecánica cuántica. Putnam y el físico David Finkelstein propusieron que había algo más en esta correspondencia que la mera analogía: Que de hecho existía un sistema lógico cuya semántica estaba dada por un retículo de los operadores de proyección en un espacio de Hilbert. Esta era en realidad la lógica correcta para razonar sobre el mundo microscópico.
Desde esta perspectiva, la lógica clásica era meramente un caso límite de esta nueva lógica. Si este fuera el caso, entonces nuestra lógica booleana "preconcebida" tendría que ser rechazada por evidencia empírica en la misma forma en que la geometría euclidiana (tomada como la geometría correcta del espacio físico) fue rechazada sobre la base de (los hechos que apoyan la teoría de) la relatividad general. Este argumento favorece la concepción de que las reglas de la lógica son empíricas.
Dicha lógica llegó a ser conocida como lógica cuántica. Sin embargo, hay algunos filósofos hoy en día que ven esta lógica como un reemplazo de la lógica clásica; Putnam sostiene esta opinión. La lógica cuántica continúa siendo utilizada como un formalismo fundacional para la mecánica cuántica, pero en una forma en que los eventos primitivos no son interpretados como frases atómicas sino en términos operacionales como los resultados posibles de las observaciones. Como tales, la lógica cuántica provee una teoría matemática unificada y consistente de los observables físicos y la medición cuántica.

## Segundo artículo: Michael Dummett

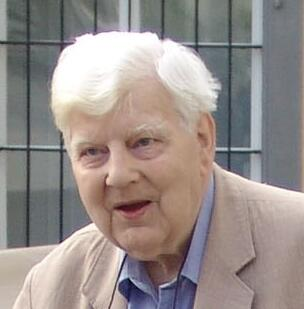
Michael Dummet filósofo analítico inglés.

En el artículo titulado "¿Es empírica la lógica?", Michael Dummett afirma que el interés por el realismo propio de Putnam demanda distributividad: el principio de distributividad es esencial para el entendimiento que el realista tiene de cómo las proposiciones sobre el mundo puedan ser verdaderas, del mismo modo que afirma que lo es el principio de bivalencia. Para entender el motivo hay que investigar cómo las tablas de verdad funcionan en la lógica clásica: primero, las partes variables de la proposición tienen que ser o verdaderas o falsas: si pudieran ser otros valores, o si carecen absolutamente de valores de verdad, entonces el análisis de la tabla de verdad de conectores lógicos no agotaría las posibilidades de aplicación; la lógica de intuición, por ejemplo, respeta las tablas de verdad clásicas, pero no las leyes de lógica clásica, porque la lógica de intuición permite que las proposiciones sean no solo verdaderas o falsas. Segundo, para poder aplicar las tablas de verdad para describir un conector depende de la distributividad: la tabla de verdad es una disyunción de posibilidades conjuntivas, y la validez del ejercicio depende de que la verdad del conjunto sea consecuencia de la bivalencia de las proposiciones, y esto es verdad sólo si el principio de distributividad se aplica.
Por ello, Putnam no puede adoptar el realismo sin adoptar la lógica clásica, y así su argumento a favor de suscribirse a la lógica cuántica a causa del realismo es un imposible. 
El argumento de Dummett se hace tanto más interesante porque no sostiene la lógica clásica. Su argumento a favor de la conexión entre el realismo y la lógica clásica forma parte de un argumento más amplio que sugiere que, así como se puede discutir la existencia de una clase específica de entidades, así la discusión acerca de la existencia objetiva de dichas entidades es una petición de principio si usa la lógica clásica. Por consecuencia, la lógica de intuición se privilegia por encima de la lógica clásica, cuando se habla de la discusión entre fenómenos cuya existencia objetiva sea controvertida.
Así la pregunta, “¿Es empírica la lógica?”, para Dummett lleva naturalmente a la discusión sobre bivalencia y anti-realismo, tema tratado por la metafísica moderna.